# Megachile troodica
Megachile troodica är en biart som beskrevs av Mavromoustakis 1953. Megachile troodica ingår i släktet tapetserarbin, och familjen buksamlarbin. Inga underarter finns listade i Catalogue of Life.